# Pompeo Ugonio
Pompeo Ugonio oder Pompeo Ugoni, latinisiert auch Pompeius Ugonius, (geboren um 1550; gestorben am 28. April 1614 in Rom) war ein italienischer Geistlicher, Bibliothekar und Altertumsforscher („Antiquar“).

## Leben
Pompeo Ugonio besuchte das Collegio Romano in Rom und war der erste, der 1569 an dieser jesuitischen Bildungseinrichtung den Grad eines Doktors der freien Künste erwarb. In seiner Disputation, deren Veröffentlichung mit einer umfangreichen Würdigung seiner nicht namentlich genannten Lehrer versehen ist, verteidigte er 100 Schlussfolgerungen zu aristotelischen Topoi von der Logik bis zur Metaphysik. Zu seinen Lehrern gehörten möglicherweise Giovan Pietro Maffei und Orazio Torsellini. Das Buch selbst war Kardinal Giacomo Savelli gewidmet. Im Jahr 1572 nahm Pompeo Ugonio, der auch Doktor der Theologie war, die Stelle eines Kanonikers an der vatikanischen Basilika an. In den 1570er-Jahren diente er dem Kardinal und Sammler Ascanio Colonna (1560–1608) als Bibliothekar und Antiquar. 1586 hielt er seine Antrittsvorlesung De lingua Latina am Archiginnasio Romano, dem Vorgänger der Universität La Sapienza. Als Papst Sixtus V. 1586 den vatikanischen Obelisken an seinen heutigen Standort auf dem Petersplatz versetzen  ließ – eine Herausforderung, die von dem Architekten Domenico Fontana gemeistert wurde – feierte Ugonio dies in einer Reihe von Gedichten, die er 1587 unter dem Titel De sanctissima cruce in vertice obelisci vaticani herausgab.
Pompeo Ugonio, der auch als Verfasser von Elogen in Form von Funeralschriften, etwa auf die Kardinäle Giacomo Savelli, Anton Maria Salviati (1537–1602) und Andreas von Österreich, und Gedenkschriften auf Papst Leo X. hervorgetreten ist, publizierte 1588 mit seiner Historia delle stationi di Roma ein Werk von nachhaltiger Wirkung. Das mit antiquarischen Erläuterungen versehene Buch zu den Kirchen Roms war gleichsam als Reiseführer der Stadt Rom angelegt und als solches viel benutzt. Als Quelle ist es für einzelne Probleme und Fragestellungen bis heute von Wert. Gewidmet war es Camilla Peretti (1519–1605), der Schwester von Sixtus V. Sein älterer Zeitgenosse, der Renaissance-Humanist und Altertumsforscher Fulvio Orsini, urteilte über Pompeo Ugonio in einem Brief vom 7. Juli 1589: giovine Romano et assai bene incaminato nelle lettere – „ein junger Römer und sehr weit fortgeschritten in den Geisteswissenschaften“.
Die Historia delle stationi war jedoch nur der Auftakt zu einem weit umfangreicheren Werk, das allerdings unvollendet blieb: dem Theatrum Urbis Romae oder Compendium rerum mirabilium Urbis Romae oder Monumenta sacra et profana Romanae urbis, wie die Titelvorschläge Ugonios lauteten. Erhalten ist die nie veröffentlichte Sammlung an Kollektaneen in zwei Manuskripten: im Codex Vaticanus Barberinus Latinus 1994 und im Codex I, 161 der Biblioteca Comunale Ariostea in Ferrara. In einer Reihe von Gegenüberstellungen versuchte Ugonio, eine bruchlose Genese der Stadt Rom von ihren Anfängen über die Christianisierung der Stadt hin zum Höhepunkt ihrer Entwicklung unter Sixtus V. und seiner Baupolitik darzustellen. Daher umfassen seine wenig geordneten, daher schwer zu entschlüsselnden Darstellungen sowohl antike als auch zeitgenössische Monumente mit einer klaren Gewichtung zugunsten der Antike.
Laut Francesco Maria Torrigio (1580–1650) war Pompeo Ugonio für seine Gelehrsamkeit wohlbekannt und insbesondere von Papst Clemens VIII., der ihn einer Position im apostolischen Palast für Wert hielt, gefördert: Er bestimmte, dass einer von zwei Krügen Wein, die dem Sekretär der Stampa Vaticana als Organ vatikanischer Verlautbarungen, Pietro Morini, zustanden, an Pompeo Ugonio abzugeben sei.

## Publikationen
- De lingua Latina oratio. V. Accoltus, Rom 1586 (Google Books).
- Oratio de laudibus literarum habita. J. Ruffinellum, Rom 1588.
- Oratio in funere Jacobi Sabelli cardinalis. V. Accoltum, Rom [1587].
- Oratio in anniversariis exequiis Leonis X. V. Accoltus, Rom 1587.
- De sanctissima cruce in vertice obelisci vaticani. V. Accoltus, Rom 1587 (Digitalisat).
- Historia delle stationi di Roma che si celebrano la Quadragesima. B. Bonfadino, Rom 1588 (Digitalisat bei der Bilddatenbank Arachne).
- In funere anniversario Leonis X. V. Accoltus, Rom 1588.
- Oratio habita in funere sereniss. principis Andreae S. R. E. card. ab Austria. S. Paulinum, Rom 1601 (Digitalisat).
- In funere amplissimi cardinalis Antonii Mariae Salviati oratio ad sacrum senatum. A. Zannettum, Rom 1603.